# 후지타 요시마사
후지타 요시마사(일본어: 藤田 芳正, 1979년 7월 23일 ~ )는 일본의 전 축구 선수이다.

## 구단 경력
과거 몬테디오 야마가타에서 활동하였다.